# Das Rheingold
O Ouro do Reno (em alemão:  Das Rheingold) é uma ópera do compositor alemão Richard Wagner, a primeira parte das quatro óperas que compõem a tetralogia Der Ring des Nibelungen (O Anel do Nibelungo). Sua estréia ocorreu no Teatro Nacional em Munique em 22 de setembro de 1869, antes mesmo do término do ciclo do Anel, sob patrocínio de Luís II da Baviera. Foi contra a vontade de Wagner, que planejava estrear a obra por completo em seu teatro de ópera de Bayreuth, que em 1869 ainda estava em construção.
Das Rheingold é desafiante para os músicos da orquestra e o regente. Tendo apenas um ato, e com duas horas e quarenta de música contínua, é necessário bom senso para a distribuição de energia até o final. É um desafio também para os diretores de palco pela presença das profundezas do rio Reno, onde a primeira cena é ambientada, pela aparência fiel dos gigantes Fafner e Fasolt (que devem aparentar mais de dois metros de altura) e pelos efeitos especiais das transformações de Alberich com seu elmo mágico e os poderes de Donner e Froh.
Para criar a impressão correta ao espectador, foi necessária a criação de máquinas especiais. Wagner supervisionou pessoalmente a criação dessas máquinas, assim como todos os outros detalhes da encenação, em uma época (segunda metade do século XIX) em que nem energia elétrica estava disponível.
A história lida com o tema da busca desmedida pelo poder, envolvendo a renúncia ao amor e contratos inadequados. Das Rheingold é marcada musicalmente pelo aprimoramento do leitmotiv, o uso de temas musicais para identificar elementos da obra, como personagens ou locais.

## Sinopse

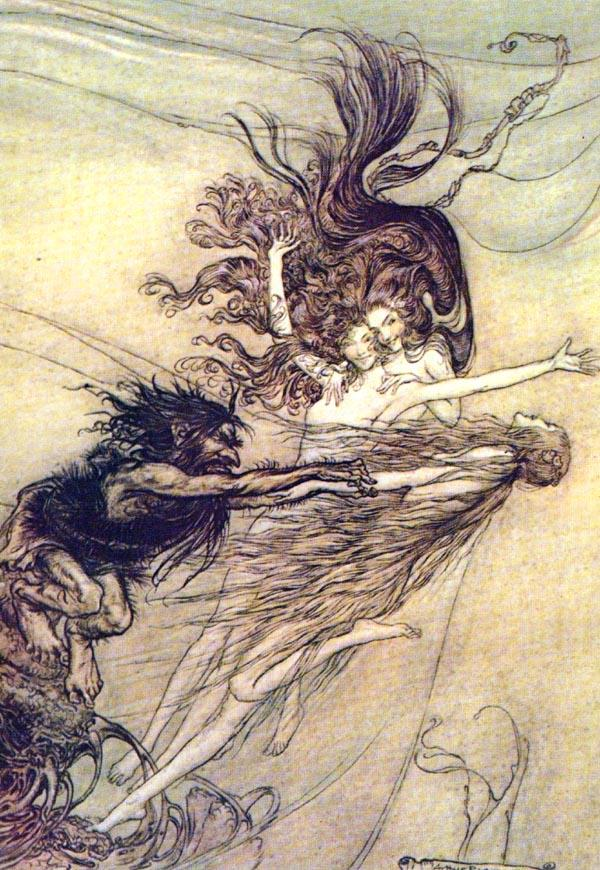
As donzelas do Reno zombam de Alberich, que tenta cortejá-las

### Cena I
A obra é iniciada com um prelúdio de 136 compassos que representa o fluxo eterno do rio Reno, durando cerca de quatro minutos. Em sua autobiografia Mein Leben, Wagner menciona que a ideia surgiu enquanto estava sonolento em um hotel de La Spezia na Itália. A música cresce em poder e as cortinas se levantam. No rio, as donzelas do Reno se divertem nadando no rio, estando próximas ao "Ouro do Reno". Elas são irmãs ninfas; Woglinde e Wellgunde são mais jovens e inconsequentes, enquanto Flosshilde é um pouco mais velha, serena e responsável que as anteriores. Eis que surge das profundezas Alberich, um anão nibelungo, primeiramente sem ser notado pelas jovens, e que então tenta as cortejar, demonstrando interesse em tê-las para si. Por sua feiura e repulsividade, após um susto inicial por parte das jovens, elas partem para o gracejo, enfurecendo o sujeito. Em tom de brincadeira, elas chegam a ceder momentaneamente aos elogios, mas então fogem e continuam a zombaria. Após um ponto o nibelungo cede, exausto. Descobrindo um brilho dourado vindo de uma rocha próxima, ele pergunta para as ninfas o que era aquilo, curioso também pela reação de louvor delas ao objeto. Primeiramente incrédulas com a ignorância dele, elas respondem explicando sobre o "Ouro do Reno", e que eram responsáveis por sua guarda a pedido de seu pai. Em inconsequência infantil, Woglinde e Wellgunde acabam comentando que o tal ouro pode ser transformado em um anel mágico cujo dono se torna soberano do mundo. Flosshilde as adverte pelo comentário indevido a um estranho, mas elas reagem com desdém, justificando que somente alguém que primeiramente renunciasse o amor poderia realizar tal feito, para elas algo improvável. As jovens pensam que não há o que se preocupar com o anão; mas enfurecido pela zombação e interessado nos poderes místicos daquele tesouro, Alberich amaldiçoa o amor, captura o ouro e retorna para as profundezas, trazendo desilusão e lamento às guardiãs.

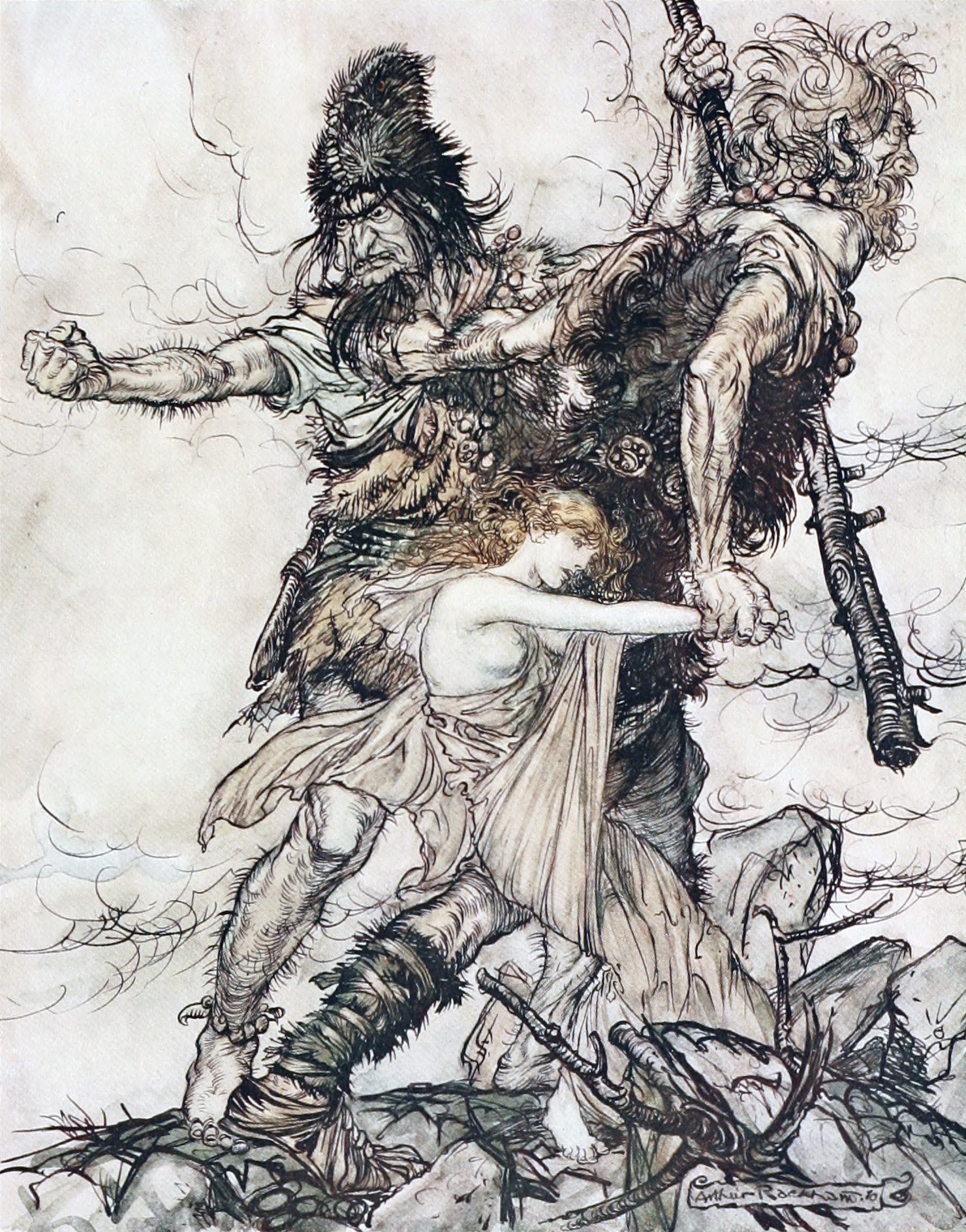
Os gigantes capturam Freia

### Cena II
Uma característica marcante também nas outras mudanças de cena, não há corte na música nem fechamento de cortinas para a transição do cenário. As águas se transformam em nuvens, e depois em uma névoa. Então, iniciando a segunda cena, é apresentado o topo de uma montanha e um imponente castelo ao fundo. Wotan, governante dos deuses, está dormindo no topo da montanha com sua esposa Fricka. Ela acorda e percebe o castelo e sua magnificência, acordando Wotan e anunciando que sua nova residência estava construída por completo. Os gigantes Fasolt e Fafner haviam construído o palácio, e em troca Wotan havia os oferecido Freia, irmã de Fricka e deusa do amor e da juventude.
Fricka teme por sua irmã, mas, com sua típica displicência, Wotan está confiante que não terá que completar o acordo. Segue então um pequeno desentendimento entre o casal: após ter sido questionado pela esposa pelo alto preço a pagar pela obra somente em busca de poder e prestígio, Wotan questiona a isenção de sua esposa, já que a sugestão da construção do castelo havia sido dela mesmo. Ela esclarece que seu desejo era criar um lar para que pudessem descansar. Ele prontamente treplica, argumentando que seria inútil tentar sossegá-lo. Após ser repreendido por Fricka, que o acusa de desrespeitar as mulheres, ele a lembra de que teve que perder um olho para tê-la como esposa (desde que o Wotan é apresentado ao público percebe-se que ele usa um tapa-olho).
Freia aparece apavorada, seguida dos gigantes (rústicos e armados com clavas), e Fasolt exige o pagamento da obra terminada. A esta altura, Wotan procura por Loge (deus do fogo): ele conta com sua astúcia para encontrar uma solução alternativa à barganha; foi inclusive ele um dos estimuladores do acordo, e quem havia prometido uma solução para livrar Freia. Donner (deus do trovão) e Froh (deus da primavera) aparecem para defender sua irmã, sendo impedidos por Wotan; ele não pode impedir os gigantes pela força, e renega o acordo.

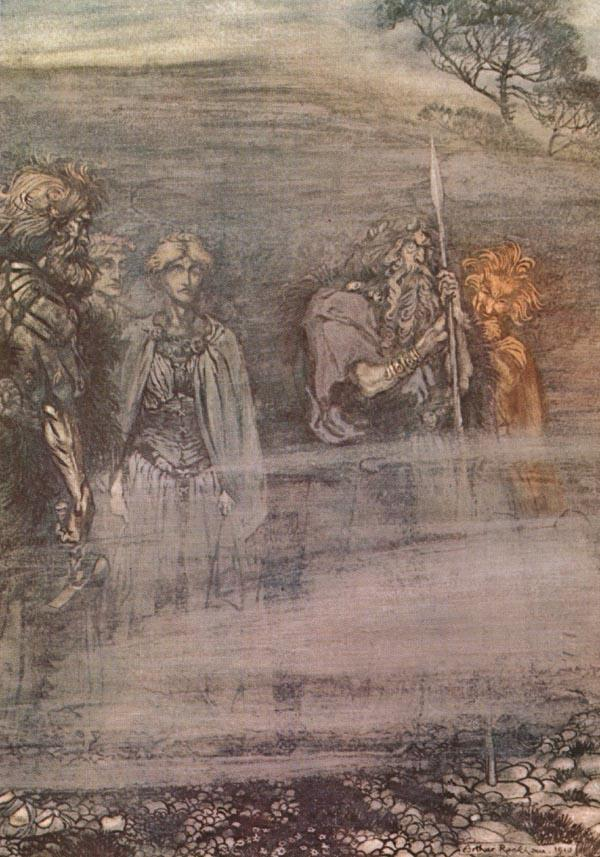
Donner, Froh, Fricka e Wotan lamentam fracos e envelhecidos a perda de Freia e suas maçãs

Já impacientes com a situação, os gigantes exigem Freia. Fazendo-se de desentendido, Wotan os pergunta novamente qual era o acordo, e após ser respondido, alega que sua cunhada seria um preço muito alto. Os gigantes reagem incrédulos com o comentário: Wotan é um legislador, e em sua lança, símbolo de seu poder, há inscrições sobre o pacto; ele não deveria nem cogitar a quebra de um contrato. Entretanto, para seu alívio, Loge aparece com seu jeito irônico. Ele conta para os presentes sobre o roubo do "Ouro do Reno" por Alberich, e que o anão havia forjado um poderoso anel com aquele material. Wotan, Fricka e os gigantes se interessam pelo assunto e começam a desejar a posse do anel; Loge então sugere o roubo. Já Fafner exige todo o ouro como pagamento para a liberação de Freia, e os gigantes partem tendo ela como refém.
Freia tinha o hábito de cultivar maçãs douradas que, distribuídas entre seus familiares, mantinham os deuses eternamente jovens; sem elas, eles começaram a envelhecer e se enfraquecer. Para recuperar Freia das mãos dos gigantes, Wotan é forçado a seguir Loge nas profundezas da terra em busca do anel. Para os gigantes é interessante manter essa deusa longe dos seus familiares; com a fraqueza dos deuses, eles estariam sem seu jugo. Já Loge não é afetado pela falta das maçãs pois era um semi-deus, mas entendia o que estava acontecendo.
Um interlúdio orquestral começa, representando a descida de Loge e Wotan à Nibelheim, as cavernas onde moram os nibelungos. Com o cessar da orquestra, inicia um coro de dezoito bigornas, dando a noção do trabalho árduo dos anões naquela região.

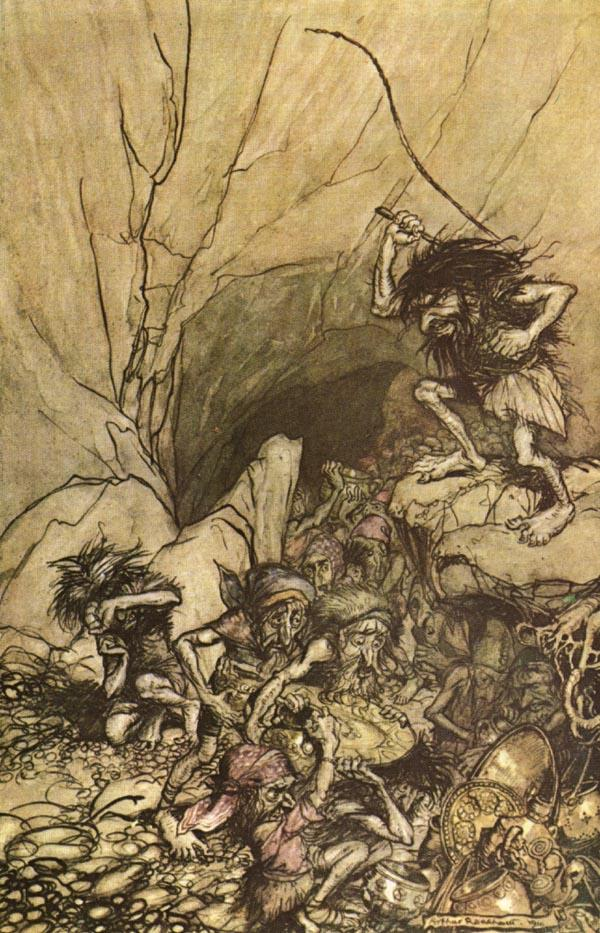
Alberich e os anões escravizados

### Cena III
Chegando ao local, percebe-se que Alberich havia escravizado o resto dos anões de Nibelungo. Ele também havia forçado seu irmão ferreiro Meme a criar um elmo mágico, Tarnhelm, que Meme reluta em entregar ao irmão. Alberich demonstra o poder do equipamento ao tornar-se invisível.
Wotan e Loge chegam e encontram Mime gemendo de dor, que os informa sobre o término do ano e a miséria de Nibelungo sob governo de Alberich. Então eis que surge Alberich, ordenando a um grupo de escravos para que empilhem pedras de ouro. Quando eles terminam o serviço, Alberich os dispensa e descobre os dois visitantes. Envaidecido por elogios cínicos de Wotan, ele os informa sobre seus planos para governar o mundo e sobre os poderes mágicos de seu novo elmo. Astuto, Loge o desafia a demonstrar a mágica de Tarnhelm, e o anão se transforma em um dragão. Fingindo medo e admiração, Loge então o desafia a se transformar em uma pequena criatura, argumentando que assim seria mais fácil escapar do perigo. Alberich se transforma em um sapo, sendo rapidamente capturado por Wotan e Loge e levado à superfície.

### Cena IV
De volta ao topo da montanha, Wotan e Loge forçam Alberich a trocar seus pertences (o resto do ouro e o elmo) por sua liberdade. Apesar de primeiramente relutar e ameaçar Wotan, sua mão direita é desatada, e com o anel ele ordena que seus escravos tragam todo o ouro à superfície. Ele já planejava reaver tudo posteriormente após ser libertado, com a ajuda do poder de seu anel. Após a entrega, o anão pede o retorno do elmo Tarnhelm, mas Loge nega, alegando que faz parte da quantia de resgate. Mesmo relutando de início, acaba acatando, ponderando que seu irmão poderia construir outro igual no futuro. Então Wotan pede para que o anel também seja entregue. Alberich se recusa e decide levar até as últimas consequências, mas Wotan tira o anel do dedo do anão, colocando em seu próprio dedo. Diferente de Wotan, extasiado pelo triunfo, Alberich está devastado por sua perda, e antes de fugir lança uma maldição ao anel: até que ele retorne para suas mãos, quem não o possuir o desejará, e quem o possuir terá infelicidade e morte.

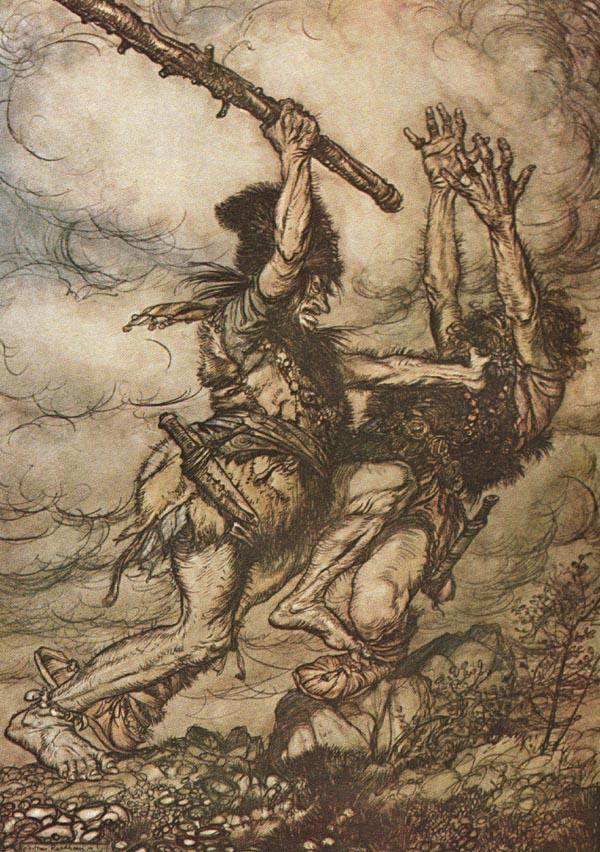
Fafner mata Fasolt sob domínio da maldição do anel

Da névoa que persiste na região, Fricka, Donner e Froh chegam e são cumprimentados por Wotan e Loge, que os mostram o ouro que libertará sua irmã. Os gigantes Fasolt e Fafner também retornam com Freia. Fricka tenta se aproximar da irmã, sendo censurada pelos gigantes raptores, ainda incrédulos com o cumprimento da ordem de resgate. Relutante a liberá-la e já apaixonado pela moça, Fasolt insiste que deve haver ouro suficiente para esconder Freia de vista, minimizando a dor da despedida. O ouro então é empilhado por Loge (que pede ajuda a Froh para a tarefa), e Wotan é forçado a entregar também o elmo mágico para tirar sua cunhada completamente da vista. Entretanto, o gigante percebe uma abertura na pilha de ouro através da qual podia observar a dama, e exige que Wotan também entregue o anel. Loge lembra a todos que o anel é propriedade das donzelas do Reno, e que Wotan iria devolvê-lo posteriormente. Mas tomado por extrema ganância, Wotan se recusa a entregar o anel para qualquer outra pessoa, para desapontamento de Loge e dos gigantes, e estes já se preparam para deixar as terras novamente, levando Freia embora para todo o sempre.
De repente surge de uma fenda do solo Erda, deusa da terra. Ela avisa Wotan sobre um desastre iminente, e insiste para que ele evite o anel amaldiçoado. Atordoado e tocado pela mensagem, Wotan chega a pedir mais ensinamentos àquela figura, que some de maneira tão misteriosa quanto sua chegada. Ele então entrega o anel aos gigantes e Freia é liberada. A dupla de gigantes começa então a dividir o tesouro, mas há uma disputa quanto a posse do anel e a divisão do ouro. Fasolt está indignado e pede um julgamento justo aos deuses, sendo desprezado por aqueles. Fafner então ataca Fasolt até a morte e deixa a região levando consigo toda a quantia do resgate. Horrorizado, Wotan percebe a gravidade do terrível poder da maldição de Alberich, e Fricka tenta acalmá-lo.
Por fim, os deuses preparam-se para entrar no recém construído castelo, sua nova moradia. O céu, que estava encoberto e sinistro, é limpado por um trovão lançado por Donner. Froh então cria uma ponte de arco-íris para que os presentes possam se dirigir até a porta do castelo. Wotan lidera o grupo, e nomeia o castelo Valhala. Fricka o pergunta sobre o nome, e ele responde que seu significado será revelado posteriormente se tudo ocorrer bem.

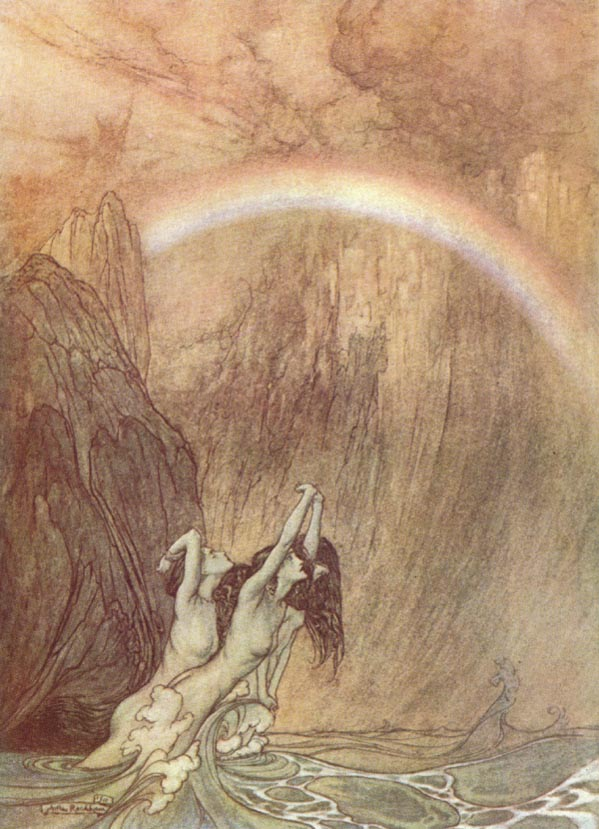
As ninfas lamentam a perda do "Ouro do Reno"

Loge, que sabe que o fim dos deuses está chegando, observa à distância os outros se dirigindo à Valhala. Ele não oculta a si mesmo os problemas que ainda vêm. Abaixo do morro, as ninfas lamentam a perda do ouro. Wotan questiona o fato, e Loge explica sobre as ninfas. Wotan ordena que Loge as faça parar, sendo prontamente atendido pelo semi-deus; mas as jovens recomeçam o lamento. Wotan, que havia começado uma cadeia de problemas que, segundo Erda, resultaria em desastre iminente, vê em si a responsabilidade para resolver o problema. Ele então tem uma ideia para resolver a questão.

## Composição
A composição da obra ocupou Wagner entre 1 de novembro de 1853 a 26 de setembro de 1854. Ele começou a desenvolver um esboço preliminar de todo o trabalho a partir de fragmentos. Escrito a lápis e consistindo de duas (às vezes três) pautas, esse documento de 77 páginas foi completado em 14 de janeiro de 1854. No começo do mês seguinte ele começou outro esboço completo da ópera. Sua primeira intenção era fazer um esboço à tinta, assim como feito em Lohengrin, mas após terminar o esboço do prelúdio decidiu eliminar esse estágio intermediário e partir para a escrita final da obra. Entretanto, ao atingir o começo da primeira cena (após terminar o prelúdio), o compositor percebeu que o resto da obra ainda exigia muita mais revisão e elaboração antes que ele desenvolvesse a versão final. Ele então abandonou essa versão final e começou a desenvolver um esboço da instrumentação a lápis, tendo terminado em 28 de maio.
O estágio final do processo de composição foi a escrita à tinta de uma cópia completa de toda a partitura. Wagner começou a tarefa em 15 de fevereiro, enquanto ainda trabalhava no esboço de instrumentação. Isso foi adiado entretanto, por sua decisão de começar a trabalhar em Die Walküre, em 28 de junho. Em algum momento de meados do ano ele contratou um copista para realizar a cópia de Das Rheingold, mas o trabalho do sujeito estava com tantos erros que Wagner o dispensou e continuou o trabalho por conta própria. Ele trabalhou na obra alternadamente com Die Walküre por vários meses. Em 25 de setembro a cópia final estava completada.
Wagner a entregou para seu patrono Luís II da Baviera como presente de aniversário em 15 de agosto de 1865, e ela foi posteriormente encontrada no arquivo familiar do rei. Mais de cinquenta anos após, ela foi comprada e entregue à Adolf Hitler para o aniversário do Führer. Durante o período final da Segunda Guerra Mundial, Hitler manteve consigo o documento em seu bunker em Berlin.

## Papéis
Os papéis de Wotan e Donner são interpretados por baixos-barítonos, enquanto Loge e Froh são tenores. Entre os papéis femininos, Fricka é mezzo-soprano, Freia é soprano e Erda contralto. Entre os nibelungos (anões), Alberich é baixo-barítono e Mime tenor. Os dois papéis de gigantes são desempenhados por Fasolt, um baixo-barítono; e Fafner, um baixo. Já as donzelas do Reno são Woglinde e Wellgunde como sopranos e Flosshilde como mezzo-soprano.